# Малый Ивановский монастырь

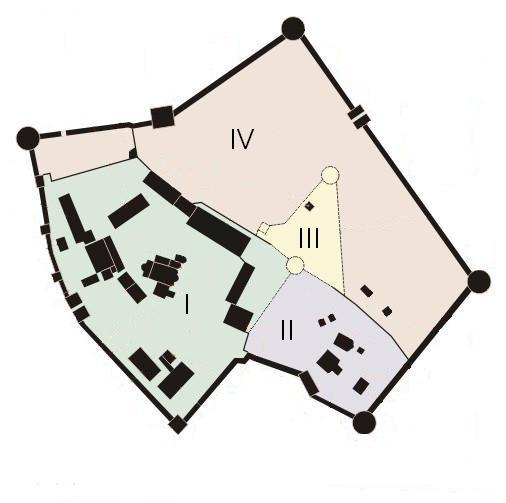
II — Малый Ивановский Горний монастырь

Ансамбль Ма́лого Ивано́вского Го́рнего монасты́ря (Предтеченский) — одна из двух древних частей Кирилло-Белозерского монастыря, расположенного на Севере России, на берегу Сиверского озера, в черте современного города Кириллова Вологодской области.
Входит в состав Старого города. Он не так богат памятниками, как Большой Успенский монастырь, но именно здесь началась история монастыря и продолжается сегодня. На территории монастыря находятся храм св. Иоанна Предтечи, храм преподобного Сергия Радонежского и три нецерковных сооружения. По состоянию на 2015 года комплекс Малого Иоанновского монастыря находился во владениях Свято-Успенского мужского монастыря.

## История монастыря
Изначально Кирилл Белозерский и Ферапонт Белозерский поселились в землянке в крутом холме, который расположен на территории именно Ивановского монастыря, а переход на соседний холм и формирование Большого Успенского монастыря связаны с постройкой на соседнем более низком и широком холме церкви Успения Богородицы в 1398 году. Эта церковь была предтечей сегодняшнего Успенского собора. До 1531 года об этой территории практически нет данных. По сути монастырь образуется в 1532 году после постройки Церкви усекновения главы Иоанна Предтечи с приделом преподобного Кирилла Белозерского (вклад Василия III в честь рождения Ивана Грозного), вокруг которой и стал формироваться второй монастырь обители. Ситуация с двумя примыкающими к друг другу монастырями редка, но не единична.
Позднее была построена Церковь Сергия Радонежского (на вклад Ивана IV) с трапезной палатой (1560—1594), которая дополнила обособленный ансамбль. Церковь в текущий момент действующая.
Монастырь был более беден, чем его сосед. В описи строений и имущества Кирилло-Белозерского монастыря 1601 года говорится, что в малом монастыре «живут старцы убогие, кормятся из большого монастыря». На его территории находится большая часть монастырского кладбища (XVII—XX веков). Здесь же было несколько «непрофильных» для монастыря зданий: кузница, 2 больницы.

## Архитектура
На территории монастыря сохранились только каменные постройки: 2 церкви (Церкви усекновения главы Иоанна Предтечи и Церковь Сергия Радонежского с трапезной палатой), малые больничные палаты (1730-е годы — самое новое хозяйственное помещение Кирилло-Белозерского монастыря) и каменные сени над часовней и крестом. Каменные сени являются особо почитаемыми среди паломников святынями и означают первоначальное место кельи преподобных Кирилла и Ферапонта.

## Современное состояние
В 1997 году территория монастыря была передана Вологодскому Епархиальному управлению. Постепенно экскурсии перестали проводиться на этой территории. Выход к озеру через Водосвятские ворота больше не использовался для этих целей. В 2000-е был построен забор и калитка на Стенах Нового города. В 2011 на последние был построен отдельный вход.